# Île Sirot
L'île Sirot est une petite île de Papouasie-Nouvelle-Guinée, située dans les îles Green, à l'est de la Nouvelle-Irlande. Elle est située sur la côte nord-ouest de l'île Nissan, au nord de l'île Barahun, dans la région autonome de Bougainville.
Elle mesure 2,01 km de long.